# 대란하
대난하(大鸾河, ?~?)는 송나라로 망명한 발해의 유민이다.

## 생애
발해추수(渤海酋帥)를 지낸 그는 발해가 멸망한 뒤인 979년, 송나라가 요나라를 공격하자 소교(小校) 16명과 부족 300여 기(騎)를 이끌고 송나라로 망명했다. 송나라로부터 발해도지휘사(渤海都指揮使)라는 작위를 하사 받았으며, 984년 송 태종으로부터 10만의 민전(緡錢)을  받았다.

## 참고 자료
- 발해 추수 대란하(大鸞河)가 송에 항복하다.
- 《宋史》